# Tribunal Federal de Justicia de Alemania
El Tribunal Federal de Justicia (en alemán, Bundesgerichtshof; abreviado, BGH) de Alemania es el tribunal supremo en el ámbito de la jurisdicción ordinaria y, por tanto, la última instancia en materia civil y penal. Desde su creación en 1950, tiene su sede en el Palacio del Gran Duque Heredero de Karlsruhe.

## Sede
El 5. Strafsenat de la corte suprema, tiró de 1997, por Orden del Ministro federal de Justicia, después de Leipzig, en la Villa Saco. Inicialmente, después de la Reunificación de Alemania, la totalidad de la corte suprema de justicia en el histórico Reichsgerichtsgebäude en Leipzig, pero no pudo, esta Propuesta, sobre todo en contra de la Voluntad de los Jueces, políticamente, no imponer. Leipzig recibió, por lo tanto, de acuerdo con la Recomendación de la Föderalismuskommission de 1992, que el Bundestag por Decisión de "tomado nota", solo el 5. Strafsenat anteriormente, el único corte suprema de justicia-Senado para el Cuidado de la "lazos entre Berlín occidental y la república Federal" en Berlín reside tenía. En el Reichsgerichtsgebäude se retiró, el 22. Agosto de 2002, el hasta entonces también su sede en Berlín que ha sido un tribunal federal. Además, la Recomendación de la Föderalismuskommission antes de que el nuevo Senado de la corte suprema, en Leipzig. Sin embargo, desde entonces, no a la Creación de nuevas Senado, sino que simplemente temporal de la Instalación de dos Hilfssenate (véase , Tribunales) y de recursos humanos Aumento de senados constitucionales. El Ministro de justicia de Sajonia, criticó a 2017 con esta Práctica.

## Organización de

### Formación
Los Jueces de la corte suprema de justicia en el Senado , se ha dividido en función de un Presidente y de seis a ocho Miembros. En cada una de las Decisiones del Senado, no todos los Miembros, sino a los Jueces que trabajan en las denominadas zonas de estar. Estos consisten, según el 139 Abs. 1 ley orgánica del poder judicial (GVG) por el Presidente y cuatro Asesores del Círculo de los demás Miembros, de modo que un Senado como Tribunal , en principio, en la Ocupación de los cinco Miembros de una decisión.
El Número de Senado, de acuerdo con el§ 130 del Ministro de Justicia determina y se incrementó desde la Fundación de la corte suprema de justicia en varias ocasiones. Desde 1990, hay doce Zivilsenate, con Números romanos, numeradas, y cinco Strafsenate, los Números árabes, están numerados. Además, el stock de 2003 a 2004 un Hilfssenat (IXa-sala de lo civil) para el Alivio temporal del IX civil del senado y de 2009 a 2010, otro Hilfssenat (Xa-sala de lo civil) de temporal, Alivio de X. civil del senado.
Además hay ocho Spezialsenate. Seis de los cuales se ocupan del derecho de la profesión en la administración de Justicia, en particular, el Dienstgericht del Pacto (la situación de los Procedimientos de Jueces y Miembros del Bundesrechnungshofs responsable), el Senado de Notarsachen, el Senado de Anwaltssachen, el Senado de Patentanwaltssachen, el Senado de Wirtschaftsprüfersachen y el Senado de Asesores fiscalesy Steuerbevollmächtigtensachen. Los otros dos son de la Kartellsenat y el Senado para Landwirtschaftssachen. El Spezialsenaten pertenecer a los Jueces, además de sus Actividades en materia Civil o Strafsenate, ya que la Spezialsenate, ocasionalmente, a reunirse. Además de Kartellsenat, como la Civil y Strafsenate con cinco Jueces está ocupado, decidir la Spezialsenate en el Reparto con tres Jueces y dos voluntarios, Jueces de la correspondiente categoría Profesional, que será en el Caso de la Dienstgerichts de la Alianza para dos Jueces del Tribunal de primera instancia del Interesado.
Para la toma de Decisiones sobre Ermittlungsanträge del Generalbundesanwalts en el proceso Penal (por Ejemplo, orden de Allanamiento, Requisición, orden de Detención), así como en otros Tribunales especiales juez de instrucción ordenó, cuyo Número del Ministro de Justicia (130 GVG). También esta Actividad se realiza, además de la Penal o Zivilsenate. Hasta 2016, hubo muchos años siempre seis programado para el juez de instrucción, que estas Tareas solo con una Parte relativamente pequeña de su Deputats de estados unidos. 2017, esto ha cambiado para que ahora, dos planificado juez de instrucción, que esta Tarea con la mayor Parte de su Deputats dedicar, y cuatro Representantes de pedido. las Decisiones de Los Jueces de instrucción, en ciertos Casos (§ 304 Abs. 5 del código de procedimiento penal) a través de la Denuncia de la impugnación de un Strafsenat de la corte Federal decide (menor Devolutiveffekt), a continuación, de conformidad con el§ 139 Abs. 2 CLANES, excepcionalmente, con tres Jueces.

### Atribución de funciones
La Distribución de cada uno de los Procedimientos en los diferentes Senado en el Organigrama del Tribunal de primera instancia regulada. El Principio legal de Juez exige que, a priori, después de abstracto-Criterios generales, se establece que el Senado en la que la Ocupación de un asunto, antes de que el Tribunal de Sentencia competente. De esta Manera, evitar Manipulaciones.
El Organigrama de la corte Federal, que regula la Competencia del Senado en materia Civil, de conformidad a los afectados Rechtsmaterien, en materia Penal, en General, a continuación, cuál de los Tribunales de la controvertida Decisión. Además, en particular, de la primera, tercera y cuarta Strafsenat Sonderzuständigkeiten asignado. La completa Organigrama está disponible en las Páginas de la corte Federal Disponible para su Descarga. Actualmente (atribución de funciones 2017), que se acompaña de las siguientes Competencias:

#### Strafsenate
| 1. Strafsenat: | Los distritos de los tribunales superiores de justicia de Bamberg, Múnich, Núremberg y Stuttgart, mitad norteña del Oberlandesgerichtsbezirks Karlsruhe, Militärstrafsachen y Delitos contra la Defensa nacional, así como el control y Zollstrafsachen |
| 2. Strafsenat: | Los distritos de los tribunales superiores de justicia de Frankfurt am Main, Jena, Colonia y Rostock |
| 3. Strafsenat: | Los distritos de los tribunales superiores de justicia de Celle, en Düsseldorf, Oldenburg y Koblenz y Staatsschutzsachen |
| 4. Strafsenat: | Los distritos de los tribunales superiores de justicia Hamm, Naumburg y Zweibrücken, mitad Sur del Oberlandesgerichtsbezirks Karlsruhe , así como Verkehrsstrafsachen                                                                                   |
| 5. Strafsenat: | El distrito de Kammergerichts (Berlín), así como los Distritos de los tribunales superiores de justicia de Brandeburgo, Braunschweig, Bremen, Dresde, Hamburgo, Saarbrücken y Schleswig                                                                 |

#### Zivilsenate
| I. Zivilsenat:    | Urheberrecht, Markenrecht, Designrecht, Lauterkeitsrecht, Recht der Sortenbezeichnung, Transportrecht, Maklerrecht |
| II. Zivilsenat:   | Gesellschaftsrecht, Vereinsrecht                                                                                   |
| III. Zivilsenat:  | Staatshaftungsrecht, Notarhaftung, Stiftungsrecht, Auftragsrecht, Geschäftsführung ohne Auftrag                    |
| IV. Zivilsenat:   | Erbrecht, Versicherungsvertragsrecht                                                                               |
| V. Zivilsenat:    | Immobiliarsachenrecht, Nachbarrecht, Wohnungseigentumsrecht, Freiheitsentziehungssachen                            |
| VI. Zivilsenat:   | Recht der unerlaubten Handlungen                                                                                   |
| VII. Zivilsenat:  | Werkvertragsrecht, Architektenrecht, Zwangsvollstreckungsrecht                                                     |
| VIII. Zivilsenat: | Kaufrecht, Wohnraummietrecht                                                                                       |
| IX. Zivilsenat:   | Insolvenzrecht, Anwaltshaftung, Steuerberaterhaftung                                                               |
| X. Zivilsenat:    | Patentrecht, Vergaberecht, Reisevertragsrecht, Schenkungsrecht                                                     |
| XI. Zivilsenat:   | Bankrecht (Darlehen, Sicherungsübereignungen, Bürgschaften), Kapitalmarktrecht                                     |
| XII. Zivilsenat:  | Familienrecht, gewerbliches Mietrecht                                                                              |

#### Para Obtener Más Senate
| Kartellsenat: Revisiones en contra de las Decisiones de la Kartellsenate de los tribunales superiores de justicia y de la ley de Responsabilidades |
| Dienstgericht del Pacto: Después de que el alemán Richtergesetz y el Bundesrechnungshofgesetz las Tareas asignadas                                 |
| El senado Notarsachen: de acuerdo con el reglamento federal de notarios Tareas asignadas                                                           |
| El senado Anwaltssachen: Después de la Bundesrechtsanwaltsordnung las Tareas asignadas                                                             |
| El senado Patentanwaltssachen: Después de la Patentanwaltsordnung las Tareas asignadas                                                             |
| El senado Landwirtschaftssachen: Landwirtschaftssachen después de la Ley sobre el Procedimiento judicial en Landwirtschaftssachen                  |
| El senado Wirtschaftsprüfersachen: de acuerdo con el reglamento de auditores Tareas asignadas                                                      |
| El senado de Asesores fiscales y Steuerbevollmächtigtensachen: Después de la asesoría fiscal Tareas asignadas                                      |

### Funcionamiento
Es a través de la atribución de funciones del Tribunal en un Caso, las autoridades del Senado ha sido asignado, a continuación, la de los Jueces del respectivo Senado, de conformidad con § 21g CLANES antes del Comienzo del Ejercicio, pendiente de adopción tenga senatsinterne atribución de funciones, en el cual el personal sobre el Asunto que se ha decidido y el Juez Ponente , es decir, los Archivos procesados y en el Caso de preparados. El Presidente no ejerce ningún Berichterstattertätigkeit, sino que lee los Archivos de todo el Senado asignado Casos, además, en cada Ponente (Principio De los Cuatro Ojos).
El Senado se reúne periódicamente para el Asesoramiento en materia Civil, a través de "Votar" (peritaje Dictámenes y Entscheidungsvorschläge) de cada Ponente se prepara. En materia Penal, por el contrario, en la consulta de cada Juez de la de él, como Ponente, asignados a los Casos de forma oral de un resumen y los Problemas legales aclarado. A continuación, se comparten más que el Caso aconseje. Bajo ciertas Condiciones, en la Sección de Procedimiento descrito puede el Senado debido a la Beratungsergebnisses por escrito de la Decisión de decidir, sin que la Negociación se lleva a cabo. De lo contrario, una Negociación, que buscará que, en principio, es público. Una Negociación en Revisionssachen corresponde a una Conversación entre los Jueces y las Partes sobre la Cuestión de si la Sentencia impugnada en Rechtsfehlern se basa. En la conferencia de Urteilsberatung, siempre que no estén de acuerdo, una Decisión por Votación se produce, de donde cada uno de los cinco Jueces, un Voto. La Decisión será la Sentencia pronunciada.

## Procedimiento
El tribunal Federal de conformidad con §§ 133, 135 de la ley orgánica del poder judicial (GVG), principalmente, como Revisionsgericht actuar. Además, decide la corte suprema de justicia en materia Civil, a través de Sprungrevisionen, Rechtsbeschwerden y Sprungrechtsbeschwerden (§ 133 GVG), así como en materia Penal a través de las Quejas en contra de las Decisiones y Órdenes de los tribunales superiores de justicia y Quejas contra las Órdenes de la juez de instrucción de la corte suprema de justicia (§ 135 GVG). A través de disposiciones específicas de otras Leyes que le son más los Procedimientos asignados.

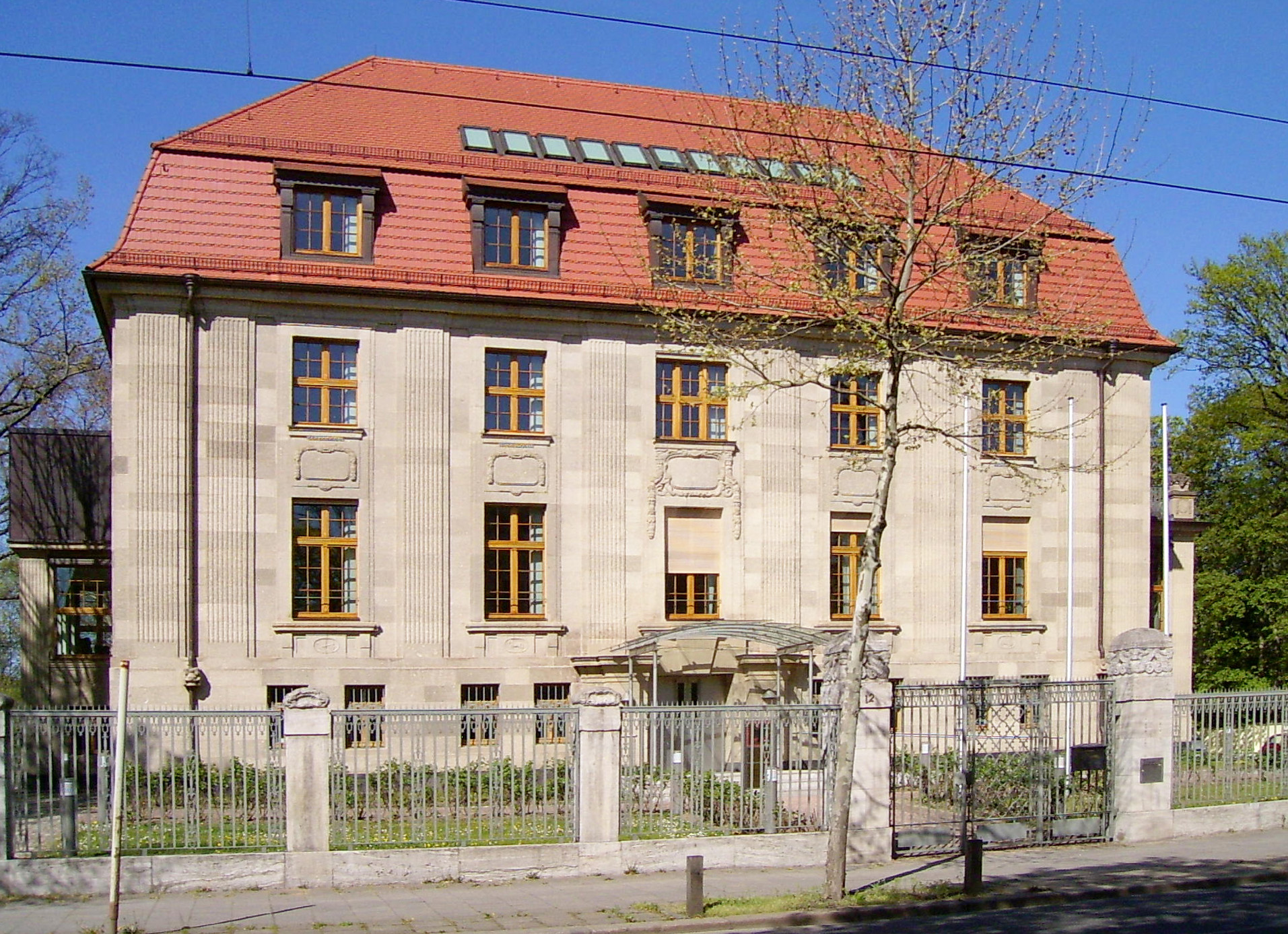
Villa Saco (5. Strafsenat), Leipzig

En el Año 2014 tuvo la corte suprema de justicia en materia Civil, 4.158 Revisiones incluidas Nichtzulassungsbeschwerden, 1.544 Rechtsbeschwerden y Procedimientos similares, así 528 otros Asuntos editar. En materia Penal, fueron para el Proyecto de 2.976 Revisiones incluidas Vorlegungssachen y 436 otros Asuntos, por el juez de instrucción 1.247 Asuntos.

### Revisión en materia Penal
La Revisión en materia Penal, la corte suprema de justicia se realiza en contra de la de primera Instancia dictadas Sentencias de los Tribunales (Grandes Salas de lo penal) y de los tribunales superiores de justicia (en Staatsschutzsachen después de § 120 GVG). puede ser tanto del Acusado como de la Fiscalía o de la constitución de parte civil de la bandeja. Mantiene el Senado, debido a su Asesoramiento en la Revisión de inadmisibilidad (§ 349 Abs. 1 del código de procedimiento penal) o la Petición del Generalbundesanwalts de acuerdo por unanimidad para manifiestamente infundada (artículo 349 Abs. 2 del código de procedimiento penal), o se tiene una a favor de los Acusados Revisión interpuesto por unanimidad razonable (§ 349 Abs. 4 del código de procedimiento penal), así que se puede decidir por. En los demás Casos (aproximadamente el 5% de las Revisiones) debido a un Juicio, por Sentencia (§ 349 Abs. 5 del código de procedimiento penal).
En el Juicio ante el tribunal Federal, la Fiscalía a través de un Representante del Generalbundesanwalts representar el Acusado a través de su abogado, si tiene uno. El Acusado puede, siempre que le sea posible, personalmente participar en el procedimiento, pero no tiene Derecho a ella. En particular, el no tiene Derecho a la Inclusión en la Negociación, siempre y cuando él está detenido (§ 350 Abs. 2 del código de procedimiento penal). Esto se debe a que la Negociación de la Discusión de asuntos Jurídicos (no Pruebas) y, por tanto, la Pretensión del Defensor de Presencia, para Salvaguardar los Intereses del Acusado, es suficiente. En la Práctica, el Acusado muy raras en la Negociación. De conformidad con § 351 del código de procedimiento penal se inicia la Audiencia con la Presentación del Ponente. Seguida de la Presentación de la persona Interesados en el recurso de casación. A continuación, siguiendo la argumentación de la parte Contraria. Si el Acusado está presente, recibe la última Palabra.
Sostiene la corte suprema de justicia una Revisión fundamentada, así que, la Sentencia impugnada derogado (§ 353 del código de procedimiento penal). La corte suprema de justicia, a continuación, puede, sin embargo, solo en el Asunto, si no hay más declaraciones sobre los hechos que son necesarios en la nueva Cárcel. Esto es, de conformidad con § 354 del código de procedimiento penal el Caso, entre otros, cuando el Acusado, en Opinión de la corte suprema de justicia, por Razones legales, inocente, da por concluido el Procedimiento o, de Acuerdo con la Solicitud de la Fiscalía a la pena mínima que pueda ser detectado. Errores en Strafausspruch el tribunal supremo la parte de la misma corregir. Si se dan las Condiciones para su propia Decisión de la corte suprema no, especialmente cuando otras apreciaciones de hecho, se remite el Asunto para una nueva Audiencia y la Decisión a otra Sala del Tribunal de primera instancia de vuelta (§ 354 Abs. 2 del código de procedimiento penal).

### Revisión y Recurso jurisdiccional en materia Civil,
La Revisión en materia Civil, la corte suprema de justicia se realiza, en General, en contra de Apelación adoptadas Endurteile de la Tierra y de los tribunales superiores de justicia. Usted solo es posible si el tribunal de Apelación haya sido aprobado, o el tribunal Federal a causa de una Nichtzulassungsbeschwerde posteriormente declarada admisible (§ 543 Abs. 1 de la ley de enjuiciamiento civil). La Revisión es permitir, si el Asunto fundamental Importancia, o a la Formación del Derecho o Copia de seguridad de una Jurisdicción única en una Decisión de la corte Federal (§ 543 Abs. 2 ZPO). Mantiene el Senado una Revisión de la inadmisibilidad, lo rechaza, lo que por Decisión (§ 552 del código procesal civil). Después unánime la Opinión del Senado de los Requisitos para la Admisión de la Revisión por el tribunal de Apelación no se ha dado y, además, no hay posibilidades de Éxito evidente, la Revisión por la Decisión rechazada (§ 552a del código procesal civil). En la Mayoría de los Procedimientos decide el Senado, sin embargo, debido a una Audiencia (§ 553 del código procesal civil) a través de la Sentencia.
En materia Civil, las Partes deben de la corte suprema de justicia Abogado representar (véase la Sección de Abogados). Tiene una Revisión de Éxito, la Sentencia impugnada derogado. Es la Situación rechtsfehlerfrei comprobado, y la Cosa después de eso, maduros para la Decisión, para que decida la corte suprema de justicia, incluso a través de ellos (§ 563 Abs. 3 código de procedimiento civil). En caso contrario, se remitirá el Asunto para una nueva Audiencia y la Decisión de la corte de Apelaciones de vuelta (§ 563 Abs. 1 del código procesal civil).
En materia de Familia se convirtió en el 1. De septiembre de 2009, el Recurso de Revisión el Recurso sustituido, de la que, en principio, solo en el caso de la Autorización otorgada por el tribunal inferior. Una Declaración de que se trata de igual a una Revisión (véase § 577 del código procesal civil), sin embargo, de acuerdo con el § 577 Abs. 6 de la ZPO por Decisión decidido qué no ha de ser motivada, siempre que la Cosa no fundamental Importancia. También en otros Ámbitos, como el derecho de Familia se Queja de ciertos Tipos de Decisiones a través de la Revisión, sino a través de Recurso, por ejemplo, la Objeción de Nebenentscheidungen y toma de Decisiones en Citar como Zwangsvollstreckungs De, Insolvencia y Kostensachen.

## Gran Senado
El tribunal Federal de conformidad con § 132, Párr. 1 GVG un Gran Senado para asuntos Civiles y un Gran Senado Penal, que juntos, Unidos en un Gran Proyecto de formar. De Acuerdo Con El § 132, Párr. 5 CLANES es el Gran Senado Civil por el Presidente y por un Miembro de la Zivilsenate, el Gran Senado Penal por el Presidente y dos Miembros de la Strafsenate. Los Miembros de la Gran Senado de la Mesa (§ 132, Párr. 6 CLANES). A menudo, los Senatsvorsitzenden Representantes del Senado en el Gran Senado.
Quiero un Senado en una Cuestión de derecho de la Decisión de otro Senado variar, en el que la otra Senado a Petición, se sostiene, la Cosa de acuerdo con el § 132, Párr. 2 y 3 CLANES, el Gran Senado, el cual será vinculante sobre la Cuestión de derecho decide (§ 138, Párr. 1 GVG). Quiero una sala de lo civil de otro sala de lo civil difieren, es el Gran Senado Civil llamar, en caso de divergencia entre Strafsenaten el Gran Senado Penal. Quiere cambio, la sala de lo civil de un Strafsenat diferente, o viceversa, por lo que decide Unidos, Gran Senado. Además, el Senado una Cuestión de fundamental Importancia el Gran Senado se pronuncie, si el Considera que la Formación de la Derecha o a la Copia de seguridad de una Jurisdicción única (§ 132, Párr. 4 CLANES).
El Gran Senado decidir solo sobre Cuestiones de derecho, el órgano Senado, sin embargo, es en su posterior decisión sobre el fondo de la Decisión del Gran Senado de la Cuestión de derecho atado (§ 138, Párr. 1 S. 3 CLANES). Debido a la Gran Senado solo sobre Cuestiones de derecho, sin Audiencia (§ 138, Párr. 1 frase 2 GVG), y en materia Penal, siempre Generalbundesanwalt oye, ¿qué también en el Asesoramiento puede suceder (§ 138, Párr. 2 GVG). Toma de decisiones en Caso de Desacuerdo por la Votación se produce, de la cual, cada Juez tiene un Voto; en caso de Empate, el Voto del Presidente, es decir, del Presidente de la Erupción (§ 132, Párr. 6 P. 3 CLANES).

## Relación con otros Platos
El tribunal Federal de justicia está como Tribunal supremo de la Jurisdicción ordinaria, en Instanzenzug a través de la Oficina-, Tierra y Tribunales de los Países. En contra de sus Decisiones es, por tanto, en principio, no hay Apelación posible, con su Promulgación definitiva. Aunque también se puede utilizar contra las Decisiones de la corte suprema de justicia , como en contra de cualquier Acto de alemán de la fuerza Pública – recurso de inconstitucionalidad ante el tribunal Constitucional de papel, pero esta no se ha completado la Revisión de la Decisión de la corte suprema de justicia, sino solo una Revisión de la Escala del Constitucional.
Otros Tribunales superiores de justicia Federal es la corte suprema de justicia del mismo rango, por tanto, no a través de sus Rechtsauffassungen de vida. Para la Decisión de asuntos Jurídicos de la variación de Rechtsauffassungen entre el tribunal Federal y otro en el Tribunal supremo de la federación, de conformidad con Art. 95 , Párr. 3 GG de los Comunes, el Senado de los Tribunales Federales competentes.
El tribunal Federal del Derecho de la Unión Europea de aplicar, está de acuerdo con el Art 267del TFUE, como la última Instancia nacional, en principio, la obligación de una Cuestión no resuelta de antemano, en el Marco de un procedimiento prejudicial al Tribunal de justicia de la Unión Europea en Luxemburgo , a presentar su Respuesta a la Cuestión de derecho por el tribunal supremo en su posterior decisión sobre el fondo es vinculante.
Posibles Violaciones de la Convención Europea de derechos humanos (CEDH), a través de las Decisiones de la corte suprema de justicia , así como de cualquier otro letztinstanzlichen Tribunal de primera instancia – , ante el Tribunal Europeo de derechos Humanos (TEDH) en Estrasburgo valer. Hasta la fecha, no se aclaran, ¿qué Efecto vinculante de las Sentencias del TEDH en Alemania.
La Jurisprudencia del tribunal supremo, es también austríaco Jurisprudencia de Importancia: En el Ámbito del derecho Mercantil, principalmente en Austria , en 1938, introducido en alemán código de Comercio se regula, se orientan por los Tribunales en Auslegungsfällen preferentemente a las Decisiones de la corte suprema de justicia. El austriaco código de Comercio , si bien para 1. Enero de 2007, en el Marco de una extensa Novela en Unternehmensgesetzbuch cambiado de nombre, pero si persiste en muchos Ámbitos, con el alemán del código de Comercio de acuerdo.

## Los trabajadores
El tribunal Federal (Fecha: 2012) 406 Puestos de trabajo. Ellas son 129 Juez, 48 Personal académico, 106,5 Funcionarios, 116 tabla de los Trabajadores y 5 Aprendices.

### El presidente
En la parte superior del Tribunal, el Presidente (§ 124 GVG). Él es Dienstvorgesetzter de todos los Trabajadores. Como Presidente de un Tribunal Superior de justicia del Pacto , él es en el Grado de R 10clasificados.
Conforme a lo dispuesto en el§ 21 bis de CLANES fuerza Oficina, Presidente del Presidium de la corte suprema de justicia, el cual, Además, diez elegido por Jueces y que, de conformidad con el§ 21 bis, Párr. 1 CLANES para la Ocupación de la del Senado y la atribución de funciones de supervisión.
El Presidente pertenece, en General, ningún Civil o Strafsenate, a menudo, sin embargo, el Kartellsenat. También genera un efecto de la Ley (§ 132, Párr. 6 P. 3 CLANES) la Presidencia de los Grandes senados constitucionales, donde su Voz en caso de Empate, decide. También en virtud de la Ley, él es el Presidente del Senado Anwaltssachen (§ 106 Abs. 2 BRAO).
Noveno Presidente de la corte suprema de justicia, a partir del 1. Julio de 2014, Bettina Limperg; es la primera Mujer en ese Cargo. La Siguiente es una Lista de todos los Presidentes de la corte Federal:
| Núm. | Nombre                        | Inicio del Mandato | A la finalización del Mandato |
| ---- | ----------------------------- | ------------------ | ----------------------------- |
| 1    | Hermann Weinkauff (1894-1981) | 1. Octubre de 1950 | 31. Marzo de 1960             |
| 2    | Bruno Heusinger (1900-1987)   | 1. Abril de 1960   | 31. Marzo de 1968             |
| 3    | Robert Fischer (1911-1983)    | 1. Abril de 1968   | 30. De septiembre de 1977     |
| 4    | Gerd Pfeiffer (1919-2007)     | 1. Octubre de 1977 | 31. De diciembre de 1987      |
| 5    | Walter Odersky (* 1931)       | 1. Enero de 1988   | 31. Julio de 1996             |
| 6    | Karlmann Cabra (* 1935)       | 1. Agosto de 1996  | 31. Mayo de 2000              |
| 7    | Günter Hirsch (* 1943)        | 15. Julio de 2000  | 31. Enero de 2008             |
| 8    | Klaus Tolksdorf (* 1948)      | 1. Febrero de 2008 | 31. Enero de 2014             |
| 9    | Bettina Limperg (* 1960)      | 1. Julio de 2014   |                               |

### El vicepresidente
El Vicepresidente de la corte Federal, el representante permanente del Presidente. Él es al mismo tiempo Presidente de los Jueces de la justicia del Senado de la corte suprema de justicia y, como tal, en el Grado de R 8 clasificados. Hasta que en 1968 era el Lugar del Vicepresidente no está ocupado o no independiente. Representante permanente del Presidente, fue en este Tiempo, de acuerdo con el § 5 del Reglamento de la corte Federal la mayor Senatsvorsitzende (entonces presidente del senado). más Tarde, la Posición formal ocupada. Desde el 1. D

### Juez
El juez del tribunal Federal de justicia llevar a través de las Tareas asignadas a ellos una Responsabilidad especial. A través de la Selección de los Jueces de la Jurisdicción en la república Federal de Alemania verse afectadas de manera significativa. Por lo tanto, de un Richterwahlausschuss (§ 125 Abs. 1 GVG), el cual los ministros de Justicia de los Países y 16 del Bundestag seleccionado Miembros. Los candidatos podrán, de conformidad con el§ 10 Richterwahlgesetz (RiWG) del Bundesjustizminister y de los Miembros del Richterwahlausschusses que se propone. Se puede elegir de quién la Nacionalidad alemana y con el 35. Años de edad (§ 125 Abs. 2 GVG). El tribunal Federal de justicia a través de su consejo presidencial de una Opinión personal y profesional, Adecuación de la Propuesta a partir de Richterwahlausschuss pero no es vinculante. La Richterwahlausschuss decidirá en Votación secreta y por Mayoría de los Votos emitidos (§ 12 RiWG). Después de su Elección, los Jueces, el Presidente nombrado.
El juez del tribunal Federal de justicia son, en principio, profesionales y planificado de la carrera judicial. Únicamente en el caso de las Decisiones de la Spezialsenate al derecho de la profesión, además de los tres Jueces, dos Jueces legos de cada Tipo de Uso. La carrera judicial como juez federal en una de las Cortes supremas de la federación , en principio, en el Grado de R 6 clasificados, Juez de Grado R 8; además todos una Bundeszulage.
En la actualidad 129 Juez y el Juez ejercen su Oficio, como todos los Jueces independientes (Art. 97, Párr. 1 GG) y son nombrados de por Vida (Art. 97, Párr. 2 P. 2 GG), es decir, antes de Alcanzar la edad de Jubilación solo a causa de graves Violaciones de derechos removido de su Cargo. El Dienstgericht del Pacto , es una Spezialsenate al tribunal Federal de sí mismo, sería, pues, de conformidad con el§ 62 DRiG a través de medidas Disciplinarias en contra de Compañeros de trabajo, hasta la expulsión de la Oficina de decidir.
La proporción de Mujeres entre los Jueces del tribunal Federal de justicia es actualmente (Actualizado 2015) con 36 de 130 Personas (incluyendo a la Presidenta) 28 por Ciento. Él es en comparación con 2012, de 26 de 130 Personas, exactamente el 20 por Ciento de las mercancías, ha aumentado considerablemente. En Comparación con otros Tribunales superiores de justicia Federales de la corte suprema de justicia un mayor porcentaje de Mujeres como el Bundesfinanzhof (22 %) o el Bundessozialgericht (26 %) y un alto Porcentaje como el tribunal administrativo federal (28 %); solo el tribunal federal del trabajo tiene un mayor Porcentaje (40 %).

## Biblioteca

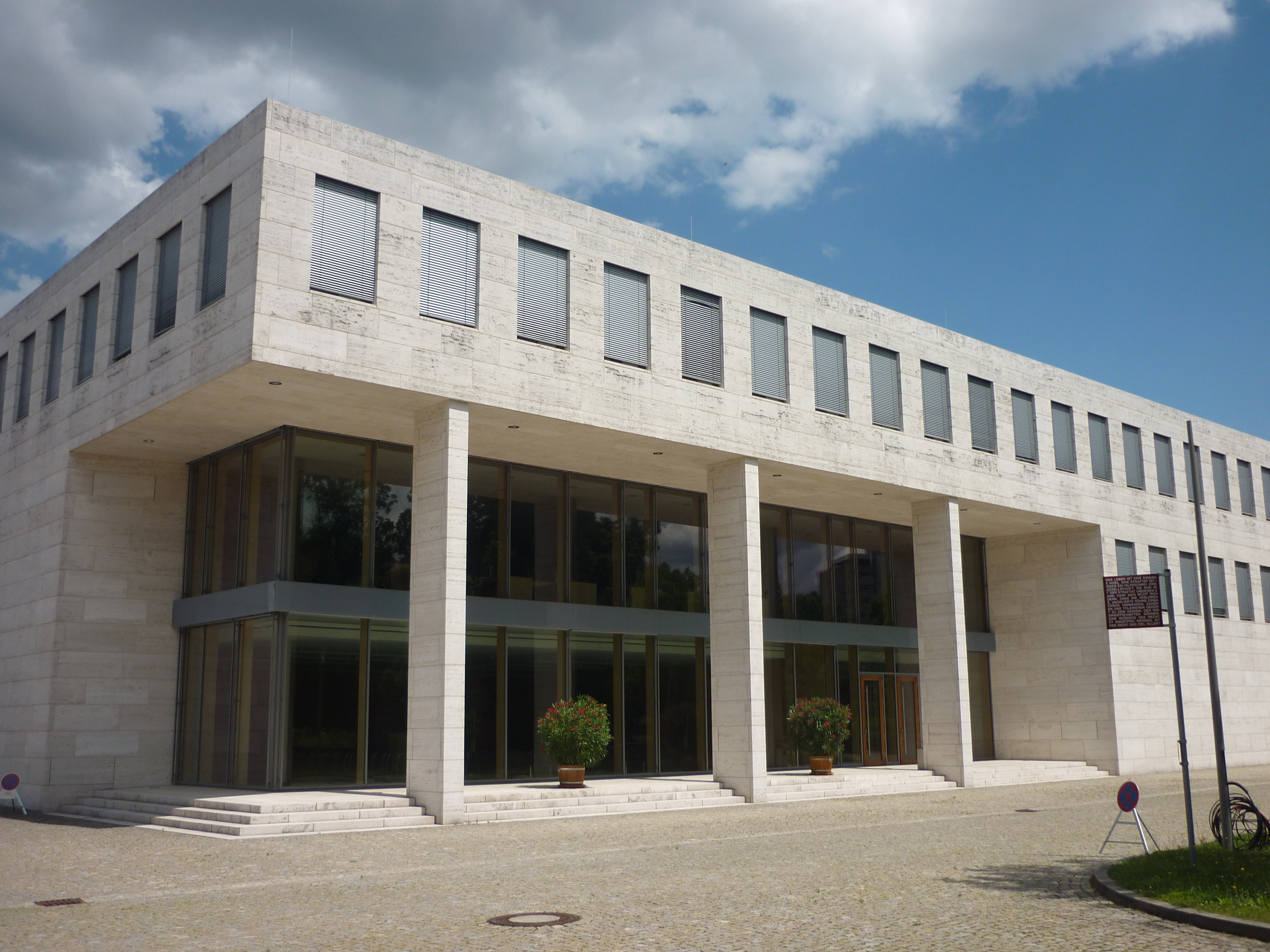
Vista exterior de la Biblioteca (Ala este en forma de U Nordgebäudes)

La Biblioteca de la corte Federal cuenta con un Stock de alrededor de 440.000 unidades de impresión, así como de unos 20.000 más Medieneinheiten y que es la mayor Gerichtsbibliothek de Alemania. Después de la Reunificación de la Biblioteca del Tribunal Supremo de la RDA, transferir, entre ellas de gran valor histórico de las Obras de la Biblioteca del Reichsgerichts. La Biblioteca de la corte Federal registra la correspondiente Literatura jurídica de 1800 hasta 1970, casi en su totalidad y desde entonces ha seguido en la Obtención de Medieneinheiten el centro de Gravedad de acuerdo con la Actividad de la corte Federal en materia civil y penal, de la Literatura. El Gasto anual de Adquisiciones asciende a 1.000.000 de Euros.